# Солнечное кольцо
Со́лнечное кольцо́ — приспособление, в котором используется метод соответствующих высот для измерения поправки часов по Солнцу с точностью до нескольких секунд — полминуты. Его также можно использовать для определения географической широты.

## История

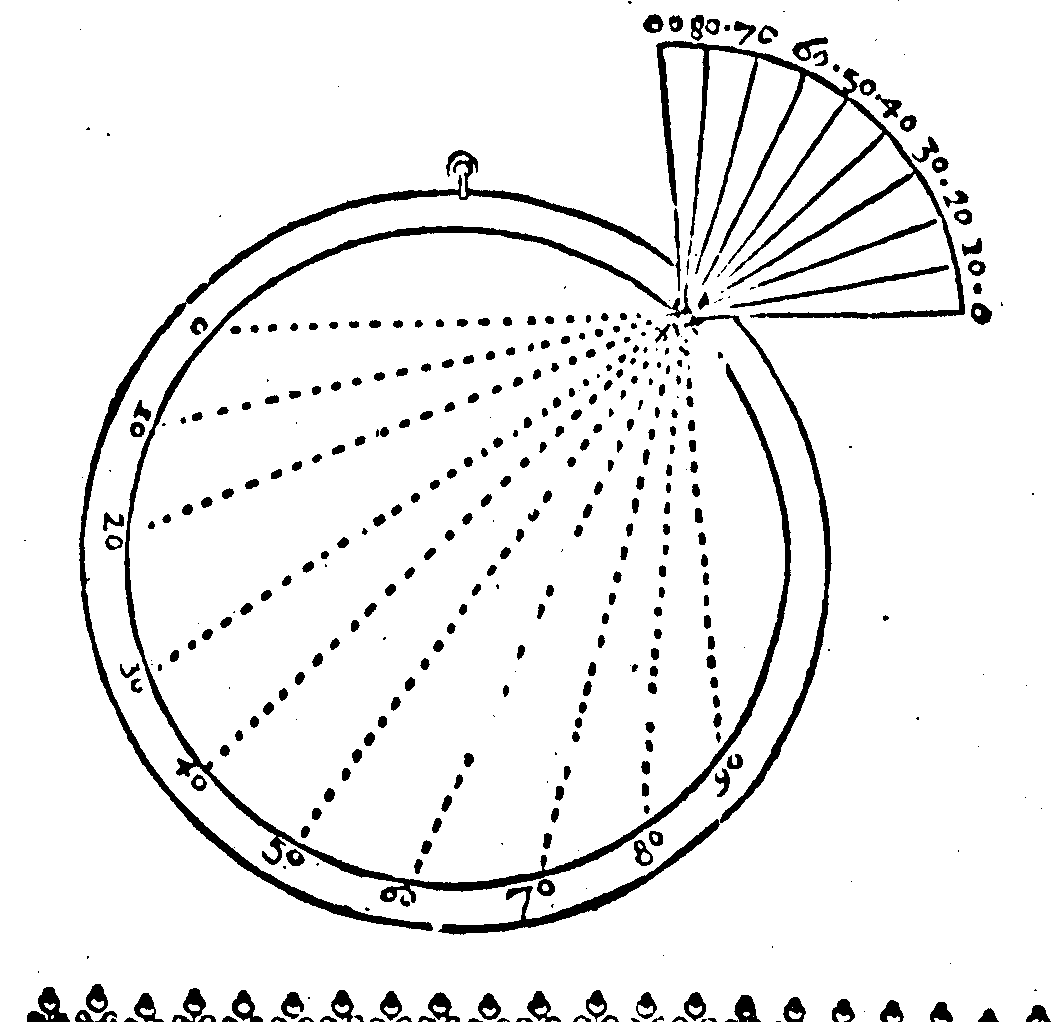
Иллюстрация из книги Seamans Secrets, написанной Джоном Дэвисом в XVI веке.

Приборы, основанные на этом принципе, были описаны еще в XVI веке. Способ определения времени исходя из соответствующих высот Солнца разработан С. П. Глазенапом в 1873 году (сначала им использовался прибор в форме треугольника).

## Устройство
Прибор состоит из металлического кольца, установленного на острие в положении, обеспечивающем неизменное состояние относительно вертикали. Кольцо имеет небольшое отверстие в ободе примерно на расстоянии 45° от острия. На противоположной стороне от отверстия внутренняя поверхность кольца имеет разметку в виде делений (как правило, миллиметровых).
Кольцо располагают так, чтобы его плоскость проходила через Солнце (то есть чтобы луч проходил через отверстие и попадал на противоположную внутреннюю поверхность кольца). По часам замеряют не позже чем за 2 часа до полудня положение солнечного пятна на шкале. После полудня отмечают время, когда пятно вновь пройдет через то же деление шкалы. Среднее арифметическое от этих двух значений времени позволяет вычислить истинный полдень.